# U.S. Cup 2001
Der U.S. Cup 2001 (offiziell 2001 Nike U.S. Women’s Cup) war ein Frauenfußballturnier, das im September 2001 in den Vereinigten Staaten stattfand. Das Turnier wurde aufgrund der Terroranschläge vom 11. September abgebrochen. Die Teilnehmer am U.S. Cup 2001 waren die Frauennationalmannschaften der USA, Chinas, Japans sowie Deutschlands.

## Übersicht
|                                                           |   |             |           |
| Fr, 7. September 2001 um 17:30 Uhr CT in Buffalo Grove    |   |             |           |
| Deutschland                                               | – | Japan       | 1:0 (0:0) |
| So, 9. September 2001 um 12 Uhr CT in Chicago             |   |             |           |
| USA                                                       | – | Deutschland | 4:1 (1:1) |
| So, 9. September 2001 um 14:30 Uhr CT in Chicago          |   |             |           |
| China                                                     | – | Japan       | 3:0 (2:0) |
| Di, 11. September 2001 um 17:30 Uhr ET in Columbus (Ohio) |   |             |           |
| Deutschland                                               | – | China       | abgesagt  |
| Di, 11. September 2001 um 20:00 Uhr ET in Columbus (Ohio) |   |             |           |
| USA                                                       | – | Japan       | abgesagt  |
| So, 16. September 2001 um 12:00 Uhr CT in Kansas City     |   |             |           |
| USA                                                       | – | China       | abgesagt  |

## Spiele im Detail

### Deutschland – Japan 1:0 (0:0)
Für deutsche Mannschaft waren die Spiele beim U.S. Cup die ersten Spiele nach der gewonnenen Europameisterschaft im Juli 2001. Die DFB-Elf sah sie vor allem als Vorbereitung für die Qualifikation zur Weltmeisterschaft 2003. Das erste Spiel gewannen die deutschen durch einen Treffer der Debütantin Verena Hagedorn. Es sollte ihr einziges Länderspieltor bleiben.
| Deutschland                                                                   | Deutschland | Japan | Japan |
| ----------------------------------------------------------------------------- | --- | --- | ----- |
| Deutschland                                                                   | \| 7. September 2001 um 17:30 Uhr Central Time in Buffalo Grove (Schwaben Field) \| \| Schiedsrichter: Richard Grady ( Vereinigte Staaten) \| \| Spielbericht \| | \| 7. September 2001 um 17:30 Uhr Central Time in Buffalo Grove (Schwaben Field) \| \| Schiedsrichter: Richard Grady ( Vereinigte Staaten) \| \| Spielbericht \|                                                                                 | Japan |
| Deutschland                                                                   | Silke Rottenberg (46. Nadine Angerer) – Kerstin Stegemann, Nia Künzer, Ariane Hingst, Christina Zerbe (46. Verena Hagedorn), Navina Omilade, Renate Lingor , Sandra Smisek, Martina Müller, Petra Wimbersky, Conny Pohlers (46. Jennifer Meier) Cheftrainerin: Tina Theune-Meyer | Nozomi Yamagō – Hiromi Isozaki, Yumi Ōbe , Tomoe Sakai, Yayoi Kobayashi (79. Yūki Tsuchihashi), Mito Isaka (84. Noriko Baba), Yoshie Kasajima, Mio Ōtani (63. Harue Satō), Mai Nakachi, Yasuyo Yamagishi, Homare Sawa Cheftrainer: Shinobu Ikeda | Japan |
| Deutschland                                                                   | 1:0 Hagedorn (78.) | | Japan |
| Deutschland                                                                   | Künzer, Wimbersky | Hiromi Isozaki | Japan |
| 7. September 2001 um 17:30 Uhr Central Time in Buffalo Grove (Schwaben Field) | | |       |
| Schiedsrichter: Richard Grady ( Vereinigte Staaten)                           | | |       |
| Spielbericht                                                                  | | |       |

### USA – Deutschland 4:1 (1:1)
In ihrem zweiten Spiel zwei Tage später verlor die deutsche Mannschaft gegen die Weltmeisterinnen aus den USA klar mit 1:4. Bei den Gastgebern tat sich vor allem die spätere FIFA-Weltfußballerin des Jahres Mia Hamm hervor, die mit zwei Treffern im Abstand von nur einer Minute glänzte.
| USA                                                                         | USA | Deutschland | Deutschland |
| --------------------------------------------------------------------------- | --- | --- | ----------- |
| USA                                                                         | \| So, 9. September 2001 um 12:00 Uhr Central Time in Chicago (Soldiers Field) \| \| Zuschauer: 10.235 \| \| Schiedsrichterin: Kari Seitz ( Vereinigte Staaten) \| \| Spielbericht \| | \| So, 9. September 2001 um 12:00 Uhr Central Time in Chicago (Soldiers Field) \| \| Zuschauer: 10.235 \| \| Schiedsrichterin: Kari Seitz ( Vereinigte Staaten) \| \| Spielbericht \|                                                    | Deutschland |
| USA                                                                         | Lakeysia Beene – Kate Sobrero, Joy Fawcett (78. Cat Reddick), Brandi Chastain, Kristine Lilly, Lorrie Fair (46. Aleisha Cramer), Julie Foudy, Shannon MacMillan (46. Jena Kluegel), Cindy Parlow (82. Heather Mitts), Mia Hamm, Tiffeny Milbrett (76. Abby Wambach) Cheftrainerin: April Heinrichs | Silke Rottenberg – Kerstin Stegemann, Stefanie Becker, Nia Künzer, Ariane Hingst, Antonia Schmale (15. Verena Hagedorn), Navina Omilade, Renate Lingor , Sandra Smisek, Martina Müller, Petra Wimbersky Cheftrainerin: Tina Theune-Meyer | Deutschland |
| USA                                                                         | 1:0 Parlow (19.) 2:1 Milbrett (51.) 3:1 Hamm (72.) 4:1 Hamm (73.) | 1:1 Müller (23.) | Deutschland |
| USA                                                                         | Parlow | Becker | Deutschland |
| USA                                                                         | Spieler des Spiels: Mia Hamm | | Deutschland |
| So, 9. September 2001 um 12:00 Uhr Central Time in Chicago (Soldiers Field) | | |             |
| Zuschauer: 10.235                                                           | | |             |
| Schiedsrichterin: Kari Seitz ( Vereinigte Staaten)                          | | |             |
| Spielbericht                                                                | | |             |

### China – Japan 3:0 (2:0)
Das Spiel zwischen dem Vizeweltmeister China und dem Vizeasienmeister Japan konnten die Chinesen klar für sich entscheiden.
| China                                                                       | China | Japan | Japan |
| --------------------------------------------------------------------------- | --- | --- | ----- |
| China                                                                       | \| So, 9. September 2001 um 14:30 Uhr Central Time in Chicago (Soldiers Field) \| \| Schiedsrichter: Ricardo Salazar ( Vereinigte Staaten) \| \| Spielbericht \|                                              | \| So, 9. September 2001 um 14:30 Uhr Central Time in Chicago (Soldiers Field) \| \| Schiedsrichter: Ricardo Salazar ( Vereinigte Staaten) \| \| Spielbericht \| | Japan |
| China                                                                       | Xiao Zhen – Wang Liping (71. Luo Quinxiu), Li Jie, Zhang Ouying (55. Liu Ying), Bai Lilli, Pu Wei , Qu Feifei, Sun Wen (46. Ren Liping), Bay Jie, Wen Lirong (55. Jin Yan), Fan Yunjie Cheftrainer: Ma Yuanan | Nozomi Yamagō – Hiromi Isozaki (46. Yayoi Kobayashi), Yumi Ōbe (80. Yūki Tsuchihashi), Noriko Baba, Mito Isaka (69. Kanako Itō), Naoko Kawakami, Mai Nakachi, Yasuyo Yamagishi, Homare Sawa, Harue Satō (46. Mio Ōtani), Yuka Miyazaki (46. Yoshie Kasajima) Cheftrainer: Shinobu Ikeda | Japan |
| China                                                                       | 1:0 Bai Jie (39.) 2:0 Bai Lilli (45.) 3:0 Bai Lilli (53.) | | Japan |
| China                                                                       | Bai Jie, Luo Qingxiu | Yoshie Kasajima | Japan |
| So, 9. September 2001 um 14:30 Uhr Central Time in Chicago (Soldiers Field) | | |       |
| Schiedsrichter: Ricardo Salazar ( Vereinigte Staaten)                       | | |       |
| Spielbericht                                                                | | |       |

### Deutschland – China / USA – Japan / USA – China (alle abgesagt)
Die für den 11. September angesetzten Spiele zwischen Deutschland und China bzw. zwischen den USA und Japan wurden aufgrund der Terroranschläge vom 11. September wenige Stunden vor Anpfiff zunächst auf einen unbestimmten Termin verschoben und schließlich endgültig abgesagt.
Gleiches galt für das Spiel zwischen den USA und China, das eine Neuauflage des Endspiels der Weltmeisterschaft 1999 gewesen wäre und ursprünglich im Arrowhead Stadium in Kansas City (Kansas) vor einem Spiel zwischen den Kansas City Wizards und den Colorado Rapids stattfinden sollte.

## Tabelle (zum Zeitpunkt des Abbruchs)
| Pl. | Land        | Sp. | S | U | N | Tore    | Diff. | Punkte |
| --- | ----------- | --- | - | - | - | ------- | ----- | ------ |
| 1.  | USA         | 1   | 1 | 0 | 0 | 004:100 | +3    | 03     |
| 2.  | China       | 1   | 1 | 0 | 0 | 003:000 | +3    | 03     |
| 3.  | Deutschland | 2   | 1 | 0 | 1 | 002:400 | −2    | 03     |
| 4.  | Japan       | 2   | 0 | 0 | 2 | 000:400 | −4    | 0      |